# WAI-ARIA
Iniciativa de Accesibilidad Web – Aplicaciones de Internet Enriquecidas Accessibles (WAI-ARIA) es una especificación técnica publicada por el Consorcio de la World Wide Web (W3C) que especifica cómo aumentar la accesibilidad en las páginas web, en particular, el contenido dinámico y los componentes de la interfaz de usuario  que son desarrollados con Ajax, HTML, JavaScript y entre otras tecnologías similares.
El 15 de septiembre de 2008, en su borrador de trabajo, SVG 1.2 Tiny añadió soporte para WAI-ARIA. Para el 20 de marzo de 2014, WAI-ARIA 1.0 se habría convirtido en una Recomendación del W3C completa. El 14 de diciembre de 2017 se presenció el lanzamiento del WAI-ARIA 1.1.

## Las 5 Reglas de ARIA
1. No use ARIA si puede alcanzar la misma semántica con un elemento o atributo HTML nativo [4]
2. No cambie la semántica del HTML nativo (a menos que realmente sea necesario) [5]
3. Todos los controles interactivos de ARIA deben ser usados con el teclado.[6]
4. No elimine la semántica ni oculte elementos enfocables (usando role="presentation" o aria-hidden="true" en un elemento enfocable) [7]
5. Asegúrese de que todos los elementos interactivos tengan un nombre accesible (nombre accesible de la API de accesibilidad).[8]

## Alcance
Los desarrolladores web progresivamente han estado usando cada vez más los scripts cliente-servidor para crear controles del interfaz de usuario que no se pueden crear solos con HTML. Ellos también usan los scripts cliente-servidor para actualizar secciones de una página sin la necesidad de solicitar una página completamente nueva de un servidor web. Tales técnicas en sitios web se denominan como Aplicaciones de Internet Enriquecidas. Estos controles del interfaz de usuario y las actualizaciones del contenido a menudo no son accesibles para usuarios con discapacidades, especialmente usuarios que usan lectores de pantalla y usuarios que no pueden usar un ratón u otro dispositivo apuntador. WAI-ARIA permite que las páginas web (o porciones de las páginas) se declaren como aplicaciones en vez de documentos estáticos, agregando información sobre roles, propiedades y estados a las aplicaciones web dinámicas. El propósito de ARIA es ser usado por desarrolladores de aplicaciones web, navegadores web, tecnologías de apoyo y herramientas de evaluación de accesibilidad.
WAI-ARIA describe cómo añadir semánticas y demásmetadatos al contenido HTML para así asegurarse que los controles del interfaz de usuario y el contenido dinámico sean más accesibles. Por ejemplo, con WAI-ARIA es posible identificar una lista de enlaces como un menú de navegación y así indicar si está expandido o contraído. Aunque originalmente fue desarrollado para abordar problemas de accesibilidad en HTML, el uso de WAI-ARIA no solo esta limitado a HTML: en principio, también puede ser usado en otros lenguajes de marcas tal como el Scalable Vector Graphics (SVG).

## Documentos
La Iniciativa de Accesibilidad Web público una descripción general de WAI-ARIA que introduce el tema y guía a los lectores al conjunto de documentos de WAI-ARIA: 
Aplicaciones de Internet Enriquecidas Accesibles (WAI-ARIA) versión 1.0
Esto está dirigido principalmente a los desarrolladores de navegadores web, tecnologías de asistencia y otros agentes de usuario, además de a los desarrolladores de otras especificaciones técnicas y a los desarrolladores de herramientas de evaluación de accesibilidad. El WAI-ARIA se marcó como completado el 20 de marzo de 2014 y, por lo tanto, es una recomendación del W3C.
Descripción general de WAI-ARIA
Esta es una introducción técnica a WAI-ARIA. Describe los problemas que WAI-ARIA intenta abordar, los conceptos subyacentes, el enfoque técnico y las razones comerciales para adoptar WAI-ARIA.
Prácticas de autoría de WAI-ARIA
Este documento describe las mejores prácticas para entregar aplicaciones de Internet enriquecidas con WAI-ARIA: trata temas como los pasos generales para crear widgets accesibles, navegación con el teclado, relaciones, propiedades de formulario, soporte de arrastrar y soltar, cuadros de alerta y diálogo, bibliotecas de componentes reutilizables y pruebas.
Hoja de ruta para Aplicaciones de Internet Enriquecidas y Accesibles (hoja de ruta WAI-ARIA)
Gran parte del contenido de este documento se ha trasladado a otros documentos.
Los editores que crearon las especificaciones de ARIA se incluye a Lisa Seeman, Rich Schwerdtfeger, James Craig, Michael Cooper y Lisa Pappas.